# Bertil Sederholm

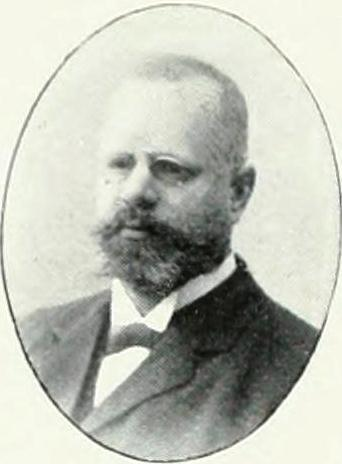
Bertil Sederholm

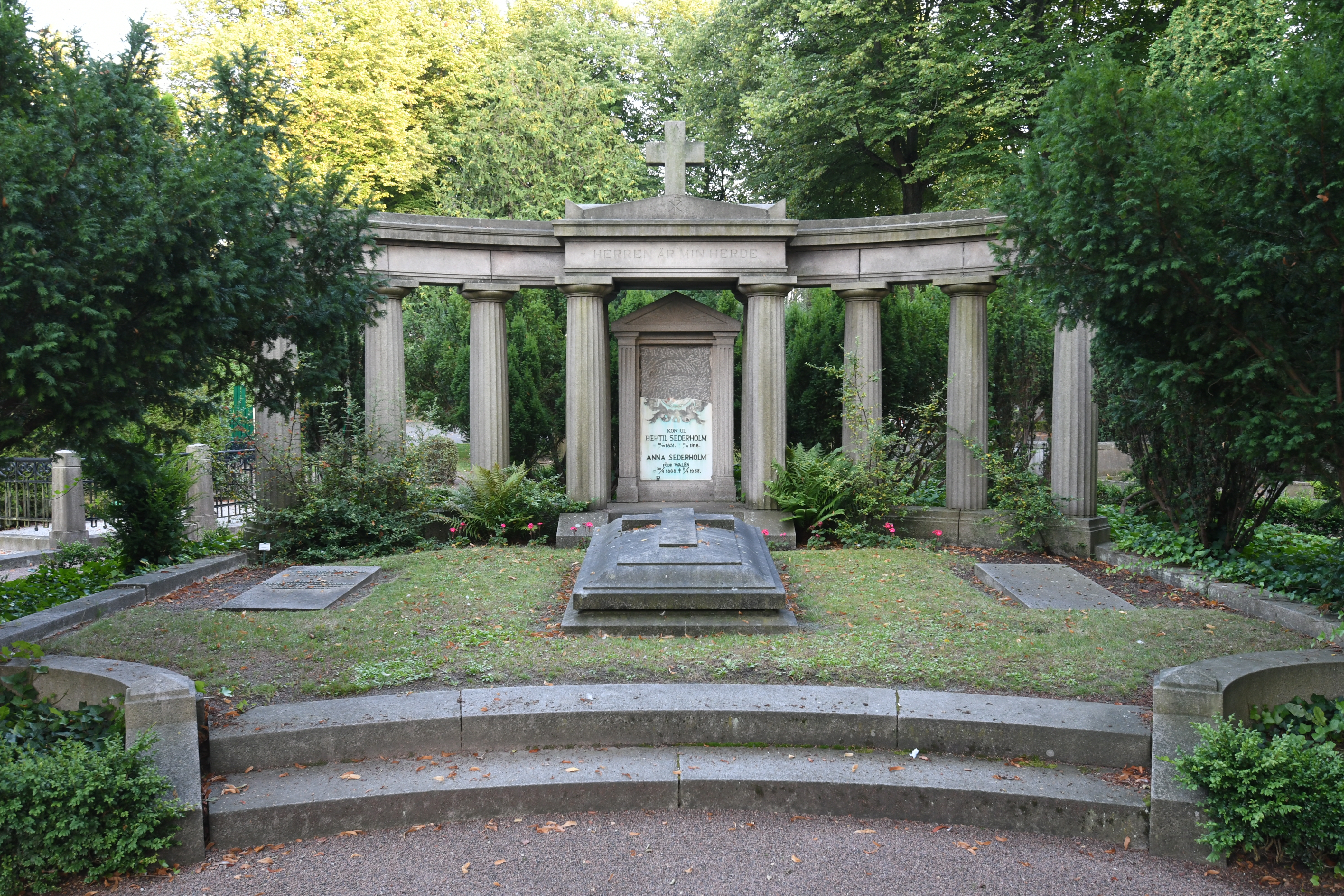
Den Sederholmska familjegraven på Sankt Pauli mellersta kyrkogård strax väster om kapellet.

Johan Edward Bertil Sederholm, född 18 oktober 1851 på Hjermesta gård i Tuna socken i Södermanlands län, död 11 augusti 1918 i Malmö Karoli församling, var en svensk grosshandlare och konsul.
Sederholm utexaminerades 1873 från Chalmerska slöjdskolan i Göteborg och var från 1874 verksam som grosshandlare (kompanjon med Oscar Hjalmar Wiens) i Malmö. Han var portugisisk vice konsul från 1880 och österrike-ungersk konsul från 1907, ledamot av stadsfullmäktige 1897–1912 och 1916–18 samt ledamot i styrelsen för Riksbankens avdelningskontor i Malmö från 1902. Han gifte sig 1886 med Anna Elisabeth Walén (1868-1933) och tillsammans fick paret två söner och en dotter.
Sederholm är begravd på S:t Pauli mellersta kyrkogård (kvarteret Annelund, gravplats 227) i Malmö.